# كارلوس راميريز (دراج كولومبي)
كارلوس راميريز (بالإسبانية: Carlos Ramírez) هو دراج كولومبي، ولد في 12 مارس 1994 في ميديلين في كولومبيا.

## وصلات خارجية
- كارلوس راميرز على موقع أرشيف الدراجات (الإنجليزية)
- كارلوس راميرز على موقع نتائج كأس العالم لسباقات دراجات (بي.أم.إكس) (الإنجليزية)
- كارلوس راميرز على موقع اللجنة الأولمبية الدولية (الإنجليزية)
- كارلوس راميرز على موقع أوليمبيديا (الإنجليزية)